# Alessandro Nivola
Alessandro Antine Nivola (* 28. června 1972 Boston, Massachusetts) je americký herec, který se objevil ve filmech Jurský park 3 a Coco Chanel.

## Osobní život
Po předcích je, mimo jiné, italsko-německého a židovského původu. Dědeček byl italský sochař Costantino Nivola. Otec je univerzitní profesor a politolog Pietro S. Nivola, má jednoho bratra Adriana.
Společně s bratrem úspěšně absolvoval studium angličtiny na Yaleově univerzitě. Krátce poté začal hrát profesionálně divadlo. Vystupoval na Broadwayi. Díky znalosti angličtiny si osvojil britský přízvuk, což mu umožňuje hrát role Angličanů i shakespearovský repertoár, čehož několikrát využil jak na divadle tak i ve filmu. Kromě toho má i sportovní nadání, které využil ve filmové trilogii Góóól!.
Od roku 2003 je jeho manželkou britská herečka Emily Mortimerová. Mají spolu syna Samuela Johna.

## Výběr filmografie
- 1997 Tváří v tvář
- 1999 Nebezpečná síť
- 1999 Mansfieldské sídlo
- 2001 Jurský park 3
- 2002 Laurel Canyon
- 2005 Góóól!
- 2009 Coco Chanel